# 39.M Csaba
39М «Чабо» (угор. 39М Csába) — угорський легкий броньовик періоду Другої світової війни. Перебував на озброєнні Угорщини з 1939 по 1945 рр. Названий на честь Чаби, молодшого сина легендарного Аттіли.

## Історія
В 1932 році відомий конструктор Н.Штраусслер спробував стоворити перший угорський бронеавтомобіль. На заводі фірми «Манфред Вейсс» було побудувано чотириколісну неброньовану машину АС1. Потім вона була вивезена в Англію, де і отримала бронювання. В 1935 р. за нею вийшла покращена модель АС2 знову-таки для оцінки відправлена в Англію, куди незабаром в 1937 році перебрався і сам конструктор. Бронею і баштою машину оснастила англійська фірма «Олвіс». На заводі «Манфред Вейсс» виготовили ще два шасі, які залишилися в Угорщині.
У 1937 році Штраусслер на заводі «Олвіс» (незабаром утворилася і фірма «Олвіс-Штраусслер») побудував прототип автомобіля АС3. Ці машини замовила Голландія для своїх колоній, Португалія, і Англія (для служби на Середньому Сході). Всі шасі для них виготовляв «Манфред Вейсс», а «Олвіс-Штраусслер» — броню, двигуни, коробки передач та озброєння.
Угорська фірма в 1938 р. почала готувати бронеавтомобіль для армії. АС2 з бронею з м'якої сталі і з баштою випробовувався в 1939 році і послужив прототипом серійної машини, названої 39.M Csaba.

## Виробництво
До остаточного доопрацювання «Чабо» Штраусслер вже відношення не мав. Замовлення на виробництво 8 навчальних (з неброньової сталі) і 53 броньованих машин завод «Манфред Вейсс» отримав у 1939 році ще до закінчення будівництва вищевказаного прототипу АС3. Виробництво тривало з весни 1940 року до літа 1941 року
Оскільки БА виявився цілком задовільним, наприкінці 1941 р. з'явилося замовлення на 50 (в 1942 р. випущено 32, а в наступному — 18), а в січні 1943 р. ще на 70-(побудовано — 12 в 1943 р. і 20 у 1944 р.). Всього таким чином випущено 135 БА «Чабо» (30 з них в командирському варіанті), все — заводом «Манфред Вейсс». Вони також побудували 18 башень «Чабо» з озброєнням для бронекатерів дунайської флотилії.
Для руху вперед використовувалася задня пара коліс, а при задньому ході (для чого до складу екіпажу входив другий водій) використовувалися обидві пари. На БА встановили (восьмициліндровий, карбюраторний, рідинного охолодження) двигун, який надходив від німецької філії фірми «Форд».
Озброювався «Чабо» тим же 20-мм ПТР, що і 38М Toldi I і 8-мм кулеметом 34./37.А «Гебауер» у башті з незалежним наведенням.
Корпус бронеавтомобіля зварений з броньових листів, розташованих з нахилом. До складу екіпажу входили: командир-стрілець, кулеметник, фронтальний водій, задній водій (він же і радист). Радіо отримали всі машини. Бронеавтомобіль був цілком на рівні тодішніх аналогічних машин, мав непогану швидкість, але з малим запасом ходу.

## Застосування
Перші 61 39.M Csaba надійшли в 1 і 2 механізовані бригади, 1-ї і 2-ї  танкової дивізії, по одній роті на кожну бригаду. До складу роти входили 10 БА; 1 командирська БА і 2 неброньованих навчальних БА. Гірськопіхотна бригада мала взвод з 3 «Чабо». Всі згадані частини, крім 1-ї кавалерійської бригади взяли участь у квітневій війні 1941 року проти Югославії.
Влітку 1941 року на радянському фронті воювали 2-га механізована бригада, 1-ша кавалерійська бригада і рота БА 2-ї кавалерійської бригади (всього 57 БА). У грудні 1941 року, ці підрозділи були реорганізовані і виведені з фронту, у них залишилося тільки 17 машин. Досвід боїв показав слабкість озброєння і недостатній броньовий захист. БА могли використовувати лише для розвідки.
У грудні 1942 року, на Дону, 1-ша кавалерійська бригада втратила майже всі свої 18 «Чабо».
У квітні 1944 року 14 БА (рота у складі 2-ї ТД) пішли на фронт. Однак цього разу в серпні на поповнення дивізія повернулася маючи в складі 12 «Чабо».
Влітку 1944 р. в армії залишалися 48 боєздатних одиниць бронетехніки. В цей час взводи з 4 БА (1 — командирська) входили також до складу чотирьох  піхотних дивізій. У червні 1944 року «Csaba» воювали у Галичині в складі 1-ї кавалерійської бригади і втратили 8 з 14 машин. У вересні розпочалися бої на території Угорщини, в яких брали участь обидві танкових дивізії і кавалерійська бригада з ротою БА і дев'ять піхотних дивізій (по взводу БА у кожній). З осені 1944 їхня кількість поступово зменшується. Тепер[коли?] немає інформації про збережені екземпляри.

## Модифікації
- 39M Csaba — базова модель. Випущено 105 одиниць.
- 40M Csaba — командирський варіант. Озброєний тільки кулеметом, але оснащений двома симплексними радіостанціями R/4 і R/5 і рамковою антеною. Випущено 30 одиниць.

## Країни-оператори
- Угорщина — використовувалися угорською армією в ролі розвідувальних машин, до 1945 року
- Третій Рейх